# هری لوئیس
هری لوئیس (انگلیسی: Harry Lewis؛ زادهٔ ۱۹ دسامبر ۱۸۹۶) بازیکن فوتبال اهل بریتانیا است.
از باشگاه‌هایی که در آن بازی کرده‌است می‌توان به باشگاه فوتبال لیورپول اشاره کرد.